# Acmaeodera coquilletti
Acmaeodera coquilletti är en skalbaggsart som beskrevs av Henry Clinton Fall 1899. Acmaeodera coquilletti ingår i släktet Acmaeodera och familjen praktbaggar. Inga underarter finns listade i Catalogue of Life.